# Non ho bisogno di te
 Non ho bisogno di te è un singolo della cantante italiana Noemi, pubblicato il 26 aprile 2024 su etichetta discografica Columbia Records e Sony Music.

## Antefatti e descrizione
Successivamente alla pubblicazione del sesto album in studio Metamorfosi (2021), Noemi ha presentato in gara al Festival di Sanremo 2022 il brano solista Ti amo non lo so dire. Nello stesso anno ha pubblicato due collaborazioni, Hula-Hoop con Carl Brave e Fuori dai guai con Gemitaiz, annunciando che avrebbero fatto parte del settimo album in studio.
Dopo un anno di pausa discografica, Noemi ha annunciato la pubblicazione del singolo Non ho bisogno di te, scritto dalla cantante stessa con Drast e Golden Year, quest'ultimi produttori del brano. Noemi ha raccontato il significato del brano in un'intervista a TV Sorrisi e Canzoni:

## Promozione
Il 28 aprile 2024 la cantante si è esibita dal vivo con il brano nel corso del programma Che tempo che fa.

## Accoglienza
Alessandro Alicandri di TV Sorrisi e Canzoni definisce il brano «dalle venature gospel, super radiofonico e anche estremamente ballabile» trovando l'artista «più libera e la sincerità» nel testo che «esplora l'importanza dell'amore per sé stesse, che quella sì che è libertà».

## Video musicale
Il video musicale del brano, diretto da Attilio Cusani, è stato pubblicato il 14 maggio 2024 attraverso il canale YouTube della cantante.

## Tracce
Testi e musiche di Marco De Cesaris, Pietro Paroletti e Veronica Scopelliti.
1. Non ho bisogno di te – 2:30